# وائل أبو فاعور
وائل أبو فاعور (1972) سياسي لبناني درزي وزير الشؤون الاجتماعية وهو من مواليد العام 1972 في خلوات الكفير، حاصبيا. تلقّى دروسه الابتدائية والتكميلية والثانوية في مدارس مسقط رأسه الرسمية. انتقل وبفضل منحة من مؤسسة الحريري، إلى الجامعة الأميركية في بيروت، وحاز منها إجازة في إدارة الأعمال. انتمى إلى «منظمة الشباب التقدمي» أثناء دراسته الجامعية وتدرّج في مسؤولياتها من أمين سرّ مكتب الجامعة الأميركية إلى عضو أمانة عامة عام 1994. في العام 1997 انتخب أميناّ عاماً للمنظمة، وبقي يمارس مهام الأمانة العامة حتى العام 2002. في العام 1999 انتخب عضواً في مجلس قيادة «الحزب التقدمي الاشتراكي» وهو عضو الأمانة العامة في «اتحاد الشباب العربي». انتخب نائباً عن المقعد الدرزي في دائرة البقاع الغربي - راشيا في دورة سنة 2005. وأعيد انتخابه في دورة سنة 2009. عين وزير دولة في حكومة الوحدة الوطنية التي شكلها الرئيس فؤاد السنيورة في 11/7/2008. وأعيد تعيينه وزير دولة في حكومة الرئيس سعد الحريري في 9/11/2009. وعيـِّن وزيراً للشؤون الاجتماعية في حكومة نجيب ميقاني في 13/6/2011.